# Södra Djupetjärnen
Södra Djupetjärnen är en sjö i Lekebergs kommun i Närke och ingår i Norrströms huvudavrinningsområde.